# Leptochilichthys
Leptochilichthys is een geslacht van straalvinnige vissen uit de familie van gladkopvissen (Alepocephalidae). Het geslacht is voor het eerst wetenschappelijk beschreven in 1899 door Garman.

## Soorten
- Leptochilichthys agassizii Garman, 1899
- Leptochilichthys microlepis Machida & Shiogaki, 1988
- Leptochilichthys pinguis (Vaillant, 1886)